# Neko Case
Neko Richelle Case, född 8 september 1970 i Alexandria, Virginia, är en amerikansk sångerska och låtskrivare. Hennes musik kallas ofta alternativ country. I början av sin musikkarriär gick hon under namnet Neko Case & Her Boyfriends men bytte senare till sitt vanliga namn, Neko Case.
Hon flyttade hemifrån redan vid 15 års ålder och kom till Vancouver, British Columbia, Kanada år 1994 och spelade där i flera olika lokala punkband. Maow var ett av de största hon var med i. Hennes första countryskiva spelades in under tiden hon bodde i Kanada. Idag är hon med i bandet The New Pornographers där hon är sångerska. Till bandet skriver hon även en del låtar men gör även ibland covers på kända amerikanska band och artister som Bob Dylan, Loretta Lynn och Hank Williams.
2010 uppträdde hon i TV-programmet Elvis Costello med gäster med bland andra Sheryl Crow. Dessutom förekommer hon på Fran Healys album Wreckorder från hösten 2010.

## Diskografi (urval)
Soloalbum
- 1997 – The Virginian (med Her Boyfriends)
- 2000 – Furnace Room Lullaby (med Her Boyfriends)
- 2001 – Canadian Amp (EP)
- 2002 – Blacklisted
- 2004 – The Tigers Have Spoken
- 2006 – Fox Confessor Brings the Flood
- 2007 – Live from Austin, TX (livealbum)
- 2009 – Middle Cyclone
- 2013 – The Worse Things Get, The Harder I Fight, The Harder I Fight, The More I Love You
- 2018 – Hell-On
- 2022 – Wild Creatures (samlingsalbum)
- 2025 – Neon Grey Midnight Green

Solosinglar
- 2006 – "Maybe Sparrow" / "Star Witness"

Med Cub
- 1993 – Betti-Cola

Med Maow
- 1995 – I Ruv Me Too (7" EP)
- 1996 – Unforgiving Sounds of Maow

Med case/lang/veirs
- 2016 – case/lang/veirs (med k.d. lang och Laura Veirs)

Med Corn Sisters
- 2000 – The Other Women

Med The New Pornographers
- 2000 – Mass Romantic
- 2003 – Electric Version
- 2005 – Twin Cinema
- 2007 – Challengers
- 2010 – Together
- 2014 – Brill Bruisers
- 2017 – Whiteout Conditions
- 2019 – In the Morse Code of Brake Lights
- 2023 – Continue as a Guest

Med The Sadies
- 1998 – "Make Your Bed" / "Gunspeak" / "Little Sadie (7")
- 1998 – "Car Songs My '63" / "Highway 145" (av Whiskeytown) (delad 7")